# Norbert Masur
Norbert Masur (ur. 1901 w Friedrichstadt, Niemcy, zm. 1971) – niemiecki Żyd, działacz społeczny, syn Leisera Masura. Wyemigrował z Niemiec do Sztokholmu przed wybuchem II wojny światowej. Był tam przewodniczącym stowarzyszenia Sztokholmskich Syjonistów oraz skarbnikiem lokalnego oddziału Światowego Kongresu Żydów.
Jako reprezentant Światowego Kongresu Żydów, 20 kwietnia 1945 negocjował z Heinrichem Himmlerem zwolnienie ponad 1000 osób (głównie kobiet) z obozów koncentracyjnych do Szwecji. Ta liczba, w trakcie negocjacji, została zwiększona do 7000.